# Chonos

Pueblos indígenas de Chile (con excepción de los pascuenses).

Chonos es el nombre genérico que se usa para designar a los grupos indígenas nómadas que habitaron las islas y canales entre el sur del archipiélago de Chiloé y la península de Taitao en la zona austral de Chile, desde tiempos prehistóricos hasta fines del siglo XVIII o épocas más recientes. Eran nómadas y su principal actividad era la caza del lobo marino, la pesca, realizada por los hombres, y la recolección de algas y mariscos, realizada por las mujeres; también criaban perros y con su pelo tejían toscos paños. Existe discusión acerca de la homogeneidad étnica de estos grupos y de su parentesco con los alacalufes o kawésqar de más al sur.

## Historia
Existen pocos datos acerca de los grupos agrupados bajo la denominación de “chonos”, según la definición acuñada por John Cooper en 1917 y seguida por autores posteriores. Los testimonios de los exploradores y sacerdotes de la época colonial hablan de diferentes “naciones” que poblaban el territorio de los canales, pero no existe certeza del número real o características distintivas de estos grupos.
Los vestigios de poblamiento humano encontrados en la zona de los canales patagónicos tienen una antigüedad de hasta 7500 años en la isla Navarino y de unos 6100 años en el norte de la isla de Chiloé, extremos que no estaban habitados por los chonos en tiempos históricos. Los investigadores no han llegado a un consenso sobre la dirección que siguió el poblamiento y el modo en que ocurrió la adaptación a la vida marítima.
Para mediados del siglo XVI, el área norte de Chiloé estaba poblada por un pueblo horticultor y pescador de lengua mapuche y que en la historiografía es conocido como huilliche o cunco y de quienes se cree que habían arribado a la zona desde el continente unos siglos antes; al sur de estos, en la costa suroriental de Chiloé, estaban los llamados payos, posiblemente canoeros aculturados por los anteriores y en parte desplazados hacia el sur. En las islas Guaitecas y el archipiélago de los Chonos, entre los 44° y los 48° S, vivían los grupos conocidos como chonos en la época colonial, que se desplazaban de forma continua por el territorio y vivían de la caza y la recolección, además de practicar en ocasiones el cultivo incipiente de papas. En la parte sur de esta zona, pasada la península de Taitao, había otros grupos, conocidos bajo diferentes nombres por los cronistas, que para Cooper pueden considerarse también “chonos” ante lo incierto de sus características y la semejanza de sus modos de vida.
Los conquistadores españoles comenzaron a explorar la zona de los canales en la década de 1550 y la primera expedición en entrar en contacto con los indígenas del área fue la de Francisco de Ulloa en 1553, durante su viaje al estrecho de Magallanes. En la crónica de su expedición se señala que arribaron a un archipiélago llamado de los Chonos y que más al sur tuvieron un enfrentamiento con los nativos.
En 1557 una expedición española al mando de Juan Ladrillero viajó hacia el estrecho de Magallanes y la crónica de la travesía incluye descripciones de los indígenas de los canales, a quienes se identifica con el nombre de “huillis”.
Durante la segunda mitad del siglo XVI se inició la conquista de Chiloé y los conquistadores recibieron tierras e indígenas en encomienda, una de las cuales incluía a los indígenas “guaitecos”. Sin embargo, se supone que estas asignaciones no pudieron hacerse efectivas porque era difícil llegar a los lugares donde residían estos indígenas.
La primera mención que se conoce de los chonos bajo ese nombre data de 1609, cuando el sacerdote jesuita Juan Bautista Ferrufino se refiere al archipiélago de Chonos y relata que hizo un catecismo en la lengua de estos indígenas, que de acuerdo a su parecer era muy distinta y más difícil que el mapudungun de los huilliches.
Los jesuitas residentes en Castro hicieron una expedición a las islas Guaitecas en 1612, pues estaban alentados por sus éxitos con los huilliches de Chiloé y porque un cacique de los chonos los invitó a visitarlos y a que predicaran entre su gente. En este viaje y en visitas posteriores edificaron iglesias y prepararon fiscales indígenas para que mantuvieran el culto el resto del tiempo. Los sacerdotes se encontraban ocupados con sus misiones en Chiloé y solamente hacían visitas esporádicas a las islas Guaitecas, finalmente las interrumpieron alrededor de 1630.
Pasado este periodo de intento de acercamiento español hacia los chonos, fueron estos los que comenzaron a acudir a Chiloé, principalmente en busca de mujeres y objetos de manufacturados de metal y otros que pudieran obtener del asalto a viviendas de indígenas y españoles en las islas más apartadas del alcance de las autoridades coloniales. Estas incursiones rara vez podían ser detenidas o castigadas, pero en represalia los españoles hacían lo propio en las islas de los chonos, y mediante incursiones Malocas regresaban con prisioneros que eran usados como esclavos y que no solían vivir mucho a causa del cambio de dieta.
En 1675 causó noticia y alarma en Chiloé (y luego en Lima y la corte española) el relato que hizo el chono Cristóbal Talquipillán, acerca de la existencia de asentamientos ingleses al sur de Chiloé. El virrey del Perú envió una expedición de reconocimiento y preparó una flota de doce navíos para expulsar a los ingleses, pero se trataba solamente de una mentira.
En 1710 se presentó un grupo de 166 chonos de todas las edades en el fuerte San Miguel de Calbuco y manifestaron que deseaban la paz y vivir entre los españoles. Estos recibieron a los chonos con gran alegría y sorpresa, en vista de las hostilidades anteriores, y tomaron medidas para que se quedaran y adoptaran el cristianismo. Durante los años siguientes continuaron arribando familias a la zona, hasta llegar a ser unas 600 personas, que de acuerdo a estimaciones modernas habría sido casi el total de su población. Se les eximió de prestar servicio a los españoles en su calidad de “neófitos” y se les dio la isla Guar, donde en 1717 se constituyó una misión jesuita atendida por sacerdotes de Castro.
En Guar eran continuamente acosados por los cortadores de alerce que iban a extraer madera a Melipulli (actual Puerto Montt) y pronto todos, salvo cuatro familias, se desperdigaron por el mar interior de Chiloé y retomaron su nomadismo. En vista de que un número importante se estableció en Quiapu, alguna de las islas vecinas de la de Quinchao, la misión se trasladó a Chequián, en el extremo de esta última. Sin embargo, los chonos siguieron en movimiento, y mientras algunos volvieron a Guar, otros se instalaron en puntos tan dispares como Calbuco, Chaulinec, la salida del canal de Chacao o cerca de la isla Guafo y los misioneros consideraron abandonar Chequián y crear una nueva misión en Cailín.
Por esa época, las autoridades coloniales consideraban una tarea difícil el conseguir que los chonos se hicieran cristianos y sedentarios y los consideraban huraños, hostiles y sediciosos, entre otros calificativos relacionados con la renuencia chona a asentarse en un lugar y seguir las costumbres españolas.
La misión de Cailín se estableció finalmente en 1764, incluía también las islas de Chaulinec y Apiao y el principal grupo indígena residente eran los llamados caucahués, vecinos meridionales de los chonos y considerados por los misioneros como más tratables e interesados en la adopción de la cultura europea.
Durante el resto del siglo XVIII continuaron viviendo en forma seminómada, pero poco a poco fue creciendo la importancia de la agricultura en su modo de vida. Ellos y los demás indígenas canoeros de Cailín eran los únicos que entendían de la caza de la ballena y trocaban aceite de ballena por harina y otros productos. Asimismo, las crónicas de la época hablan de reducción del número de chonos por la escasez de mujeres, atribuida a la práctica del buceo que habría reducido su esperanza de vida.
Hacia fines del siglo XVIII, el pueblo de los chonos se da por desaparecido, al haberse mezclado con los demás canoeros en Cailín y haberse casado la mayoría de los hombres con mujeres huilliches, de manera que sus descendientes adoptaron el modo de vida común de la población hispano-huilliche de Chiloé.
Durante el siglo XIX hay reportes esporádicos de indígenas canoeros identificados como chonos y en el siglo XX un hombre kawésqar aseguró haber tenido encuentros con ellos.
En 2006 se organizó una expedición que partió al interior inexplorado de la península de Taitao en busca de vestigios arqueológicos y de chonos que pudieran haber sobrevivido sin contacto con el mundo exterior en los últimos dos siglos.
Estudios genéticos realizados en Chiloé señalan que la población de la isla Laitec presenta marcadores genéticos diferentes a los de otras poblaciones más septentrionales de Chiloé, y parecidos a los de pueblos fueguinos, lo que podría ser un indicador de ancestros chonos.

## Cultura
Al igual que los huilliches del canal de Chacao, tenían embarcaciones de tres tablas llamadas dalcas y desarrollaron el uso del ancla, construida con piedras y madera. Navegaban por los canales e incluso podrían haber llegado al golfo de Penas.
Cuando estaban en tierra habitaban pequeños armazones de palos cubiertos con cueros, o bien vivían en cuevas. Se mantenían en pequeñas bandas, sin embargo su principal organización social era la familia.
Su dieta se basaba en lo que podían obtener del mar: mariscos, pescados, algas y carne de lobo marino y de ballena. A principios del siglo XVII ocasionalmente practicaban el cultivo de papas y algún grano y más adelante, luego del contacto con los misioneros y el asentamiento en Chiloé, fueron adoptando más la práctica de la agricultura. Fabricaban lanzas, mazas, anzuelos de madera, hueso y pedernal y redes de fibra vegetal. Su vestimenta al parecer eran taparrabos de algunas algas marinas y se cubrían el torso con capas de cuero o tejidas de pelo de perro. También en ocasiones usaban gorro y se pintaban la cara con colores rojo, negro o blanco.
Desarrollaron ritos mágicos y tenían tabúes como no mirar a una bandada de loros en vuelo o no tirar al mar las conchas de los mariscos que comían. Los cuerpos de los muertos eran dejados generalmente en cuevas.
El idioma chono, del que quedan pocos registros, parece haber estado emparentado con el kawésqar y se postula que podría tratarse de un dialecto de él.